# Viliame Veikoso
Pas d'image ? Cliquez ici

a Compétitions nationales et continentales officielles uniquement.

b Matchs officiels uniquement.
Dernière mise à jour le 1 décembre 2020.
Viliame Veikoso, né le 4 avril 1982 à Suva (Fidji), est un joueur de rugby à XV international fidjien évoluant au poste de talonneur.
Il est le cousin de l'ancien capitaine de l'équipe des Fidji Akapusi Qera.

## Carrière

### En club
Viliame Veikoso commence à jouer au rugby dans son pays natal, avant de rejoindre la Nouvelle-Zélande à l'adolescence pour suivre sa scolarité au réputé Wesley College d'Auckland. Avec l'équipe de l'établissement, il remporte le championnat national lycéen en 2001, aux côtés des futurs All Blacks Sitiveni Sivivatu et Stephen Donald.
Il joue ensuite avec le club amateur de Excelsior Rugby Club de Oamaru, dans le championnat de North Otago. En 2004 et 2005, il représente l'équipe provinciale de North Otago dans la seconde division du NPC (championnat des provinces néo-zélandaises). Avec cette équipe, il joue aux côtés de ses compatriotes Noa Soqeta et Watisoni Lotawa. Il participe également au tournoi national de rugby à sept en 2005.
Il retourne ensuite jouer dans son pays natal avec l'équipe de la province des Northern Sharks dans le cadre de la Colonial Cup, à partir de 2006 jusqu'à l'arrêt de la compétition en 2008. Il joue également au niveau amateur dans le championnat provincial fidjien avec l'équipe de Nadi jusqu'en 2012, avant de rejoindre le club de Suva,. 
En novembre 2014, il signe un contrat d'une saison avec le club anglais des Doncaster Knights qui évolue alors en Championship (deuxième division). Pour sa première saison professionnelle, il dispute neuf rencontres, toutes comme remplaçant. Il voit ensuite son contrat prolongé d'une saison,. Lors de sa deuxième saison, il obtient davantage de temps de jeu (dix-neuf matchs), et participe à la finale d'accession à la Premiership perdue par son équipe face à Bristol,. En juin 2016, il n'est pas conservé par le club, et retourne aux Fidji.
Il continue alors sa carrière de joueur pendant quelques années avec les équipes de Suva et Namosi,. Il devient ensuite, après l'arrêt de sa carrière de joueur, l'entraîneur des avants de Namosi.

### En équipe nationale
Viliame Veikoso est sélectionné pour la première fois avec l'équipe des Fidji en 2009. Il obtient sa première cape internationale le 14 novembre 2009 à l’occasion d’un test-match contre l'Écosse à Murrayfield.
Il est retenu avec la sélection fidjienne pour participer à la Coupe du monde 2011 en Nouvelle-Zélande,. Il joue deux matchs, contre la Namibie et le pays de Galles.
Il fait partie du groupe sélectionné pour participer à la coupe du monde 2015 en Angleterre. Il dispute deux rencontres lors de la compétition, contre le pays de Galles et l'Uruguay.

## Palmarès

### En équipe nationale
- Vainqueur de la Pacific Nations Cup en 2013 et 2015.
- Participation aux Coupes du monde 2011 (2 matchs) et 2015 (2 matchs).

## Statistiques
- 33 sélections entre 2009 et 2016.
- 0 point.